# Альба, Фернандо де Сильва
Дон Фернандо де Сильва-и-Альварес де Толедо (27 октября 1714, Вена — 15 ноября 1776, Мадрид) — испанский аристократ, генерал и дипломат, 12-й герцог Альба (1755—1776), 9-й герцог де Уэскар и 15-й граф де Модика, 16-й сеньор де Вальдекорнеха, член Государственного совета, кавалер Ордена Золотого руна.

## Биография
Фернандо де Сильва-и-Альварес де Толедо был сыном Хосе Мануэля де Сильва-и-Толедо, 10-го графа Гальве, и Марии Терезы Альварес де Толедо, 11-й герцоги Альба-де-Тормес (1739—1755).
У него было две сестры: Мария Тереза де Сильва-и-Алвьарес де Толедо, жена с 1738 года Франсиско Хакобо Фитц-Джеймса Стюарта-и-Колона де Португаля (1718—1785), 3-го герцога Бервика, и Марианна де Сильва-и-Альварес де Толедо.
Фернандо де Сильва-и-Альварес де Толедо был человеком, связанным с культурой эпохи Просвещения, и другом известного французского философа Жан-Жака Руссо.
В 1746—1749 годах — посол Испании во Французском королевстве.
8 ноября 1753 года Фернандо де Сильва и Альварес де Толедо был назначен главным майордомом (стюардом) испанского короля Фердинанда VI (1746—1759). В 1760 году после смерти Фердинанда VI и вступления на трон его младшего брата Карла III (1759—1788) он был отправлен в отставку по собственной просьбе.
С 9 апреля по 15 мая 1754 года занимал должность премьер-министра (первого секретаря) Испании.
9 апреля 1754 года Фернандо де Сильва и Альварес де Толедо был назначен директором Испанской королевской академии, эту должность он занимал до самой своей смерти в 1776 году.
В 1755 году после смерти своей матери Марии Терезы Альварес де Толедо, 11-й герцоги Альба-де-Тормес, Фернандо де Сильва и Альварес де Толедо унаследовал титул герцога де Альба.

## Семья и дети
Был женат на Анне Марии Альварес де Толедо-и-Португаль (1707—1729), дочери Висенте Педро Альвареса де Толедо-и-Португаль (1687—1729), 9-го графа Оропесы (1707—1728). После смерти отца она стала 11-й графине Оропесы, 10-й графиней Алькаудете, 9-й графиней де Велвиз, 10-й графиней Делейтоса, 7-й маркизой Харандилья-де-ла-Вера, 8-й маркизой Фречилья и Вильяррамьель, 6-й маркизой дель Виллар де Грайанейос.
У них родился единственный сын — Франсиско де Паула де Сильва-и-Альварес де Толедо (1733—1770), 10-й герцог Уэскар (1755—1770), который скончался ещё при жизни отца. 2 февраля 1757 года он женился на Мариане дел Пилар де Сильва-Базан-и-Сармьенто (1739—1784), от брака с которой у него была одна дочь — Мария Каэтана дель Пилар де Сильва (1762—1802), которая унаследовал от отца титул герцогини де Уэскар (1770) и от деда — титул герцогини де Альба (1776).